# Flora (Apayao)
Flora is een gemeente in de Filipijnse provincie Apayao op het eiland Luzon. Bij de laatste census in 2010 telde de gemeente bijna 17 duizend inwoners.

## Geografie

### Bestuurlijke indeling
Flora is onderverdeeld in de volgende 16 barangays:
| - Allig - Anninipan - Atok - Bagutong - Balasi - Balluyan - Malayugan - Mallig | - Malubibit Norte - Malubibit Sur - Poblacion East - Poblacion West - San Jose - Santa Maria - Tamalunog - Upper Atok |

## Demografie
Flora had bij de census van 2010 een inwoneraantal van 16.743 mensen. Dit waren 727 mensen (4,5%) meer dan bij de vorige census van 2007. Ten opzichte van de census van 2000 was het aantal inwoners gegroeid met 1.883 mensen (12,7%). De gemiddelde jaarlijkse groei in die periode kwam daarmee uit op 1,20%, hetgeen lager was dan het landelijk jaarlijks gemiddelde over deze periode (1,90%).

De bevolkingsdichtheid van Flora was ten tijde van de laatste census, met 16.743 inwoners op 324,4 km², 51,6 mensen per km².